# Så speciell
Så speciell är ett studioalbum av Louise Hoffsten, släppt 7 november 2007.

## Låtlista
1. Med dina händer
2. Som varje dag
3. Så speciell
4. Mycket mer och lite till
5. Så jävla underbar
6. Slätten
7. Vem av oss två
8. Sju steg till dörren
9. Lämna mig varsamt
10. Min bästa sång
11. Letar inte längre
12. Ett rum

## Medverkande
- Bengan Blomgren - gitarr
- Henrik Widén - klaviatur
- Peter Fors - bas
- Micke Nilsson - trummor
- Peter Kvint - banjo, gitarr och körsång.
- Peter LeMarc - körsång
- Mikael Rickfors - körsång

## Listplaceringar
| Lista (2007-2008) | Topplacering |
| ----------------- | ------------ |
| Sverige           | 11           |